# 会稽县
會稽县是中国浙江省绍兴地区历史上的一个旧县名。
始设于南朝陈永定（557年—559年）年间，得名于南部的会稽山，当时由于中原人士大量南迁，会稽郡首县山阴县人口众多，于是将其分为西部的山阴县和东部的会稽县，两县同城而治，同为会稽郡首县。此后又同为越州（唐、吴越、北宋）、绍兴府（南宋、明、清）首县。
唐朝时，山阴县数度并入会稽县。五代时，会稽县属吴越国越州。南宋时，属绍兴府。元朝时，属紹興路。明朝建立前夕，复以紹興路为绍兴府，会稽县仍隶之。洪武二十年（1387年）二月，县境东北置沥海守御千户所，又有黄家堰巡检司。清朝时，仍属绍兴府，考评：冲，繁。辛亥革命后，全国废府，同时山阴县与会稽县合并为绍兴县，同属浙江省会稽道。
山阴、会稽两县在绍兴府城内的分界线是纵贯府城南北的府河，南起植利门（南门），北到昌安门，其上约有10座桥梁连接山、会两县（鲍家桥、舍子桥、大云桥、清道桥、县西桥、小江桥、香桥、咸宁桥、安宁桥等）。河西为山阴县，河东为会稽县。